# Robert Moreno
Robert Moreno González (L'Hospitalet de Llobregat, 19 settembre 1977) è un allenatore di calcio spagnolo, tecnico del Soči.

## Carriera
Nato a L'Hospitalet de Llobregat nel 1977, Robert Moreno si avvicinò al mondo del calcio fin da subito, prima giocando come difensore nel La Florida CF e poi divenendone collaboratore tecnico ad appena sedici anni. Si è laureato in commercio internazionale presso l'Università di Barcellona.
Dopo aver guidato alcune squadre spagnole nelle categorie minori e dopo un anno da scout per il Barcellona, nel 2011 entra nello staff tecnico di Luis Enrique alla Roma, seguendolo poi in tutte le sue successive esperienze lavorative (fatta eccezione per la stagione 2017-2018, nella quale è vice di Juan Carlos Unzué al Celta Vigo).
Il 19 giugno 2019, in seguito alle dimissioni di Luis Enrique per gravi problemi familiari, viene nominato commissario tecnico della nazionale spagnola (che aveva già guidato per alcune partite ad interim in assenza di Luis Enrique) con un contratto valido fino al campionato europeo del 2020. Il 19 novembre successivo, dopo aver condotto la nazionale alla qualificazione al campionato europeo, lascia il posto al rientrante Luis Enrique, in aperta polemica con la decisione della federcalcio spagnola di richiamare quest'ultimo e con Luis Enrique stesso.
Il 28 dicembre 2019 subentra a Leonardo Jardim sulla panchina del Monaco e conduce la squadra al nono posto in Ligue 1. Il 19 luglio 2020 viene sollevato dall'incarico e sostituito da Niko Kovač.
Il 18 giugno 2021 firma un contratto biennale col Granada, dove rimane fino al 6 marzo 2022, quando viene esonerato dal club biancorosso.

## Statistiche

### Club
Statistiche aggiornate al 7 marzo 2020.
| Stagione        | Squadra         | Campionato      | Campionato | Campionato | Campionato | Campionato | Coppe nazionali | Coppe nazionali | Coppe nazionali | Coppe nazionali | Coppe nazionali | Coppe continentali | Coppe continentali | Coppe continentali | Coppe continentali | Coppe continentali | Altre coppe | Altre coppe | Altre coppe | Altre coppe | Altre coppe | Totale | Totale | Totale | Totale | % Vittorie | Piazzamento |
| Stagione        | Squadra         | Comp            | G          | V          | N          | P          | Comp            | G               | V               | N               | P               | Comp               | G                  | V                  | N                  | P                  | Comp        | G           | V           | N           | P           | G      | V      | N      | P      | %          | Piazzamento |
| --------------- | --------------- | --------------- | ---------- | ---------- | ---------- | ---------- | --------------- | --------------- | --------------- | --------------- | --------------- | ------------------ | ------------------ | ------------------ | ------------------ | ------------------ | ----------- | ----------- | ----------- | ----------- | ----------- | ------ | ------ | ------ | ------ | ---------- | ----------- |
| dic. 2019-2020  | Monaco          | L1              | 10         | 3          | 3          | 4          | CF              | 3               | 2               | 0               | 1               | -                  | -                  | -                  | -                  | -                  | -           | -           | -           | -           | -           | 13     | 5      | 3      | 5      | 38,46      | Sub., 9º    |
| 2021-mar. 2022  | Granada         | PD              | 27         | 5          | 10         | 12         | CR              | 2               | 1               | 0               | 1               | -                  | -                  | -                  | -                  | -                  | -           | -           | -           | -           | -           | 29     | 6      | 10     | 13     | 20,69      | Eson        |
| mar.-mag. 2024  | Soči            | PL              | 12         | 2          | 7          | 3          | KR              | 1               | 0               | 1               | 0               | -                  | -                  | -                  | -                  | -                  | -           | -           | -           | -           | -           | 13     | 2      | 8      | 3      | 15,38      | Sub, 16°    |
| 2024-2025       | Soči            | PL              | 32         | 16         | 9          | 7          | KR              | 4               | 2               | 1               | 1               | -                  | -                  | -                  | -                  | -                  | -           | -           | -           | -           | -           | 36     | 18     | 10     | 8      | 50,00      |             |
| Totale Sochi    | Totale Sochi    | Totale Sochi    | 44         | 18         | 16         | 10         |                 | 5               | 2               | 2               | 1               |                    | -                  | -                  | -                  | -                  |             | -           | -           | -           | -           | 49     | 20     | 18     | 11     | 40,82      |             |
| Totale carriera | Totale carriera | Totale carriera | 81         | 26         | 29         | 26         |                 | 10              | 5               | 2               | 3               |                    | -                  | -                  | -                  | -                  |             | -           | -           | -           | -           | 91     | 31     | 31     | 29     | 34,07      |             |

### Nazionale
| Squadra | Naz               | da            | a                | Record | Record | Record | Record     | Record | Record | Record | Record |
| G       | V                 | N             | P                | GF     | GS     | DR     | % Vittorie |        |        |        |        |
| ------- | ----------------- | ------------- | ---------------- | ------ | ------ | ------ | ---------- | ------ | ------ | ------ | ------ |
| Spagna  | Spagna (bandiera) | 23 marzo 2019 | 19 novembre 2019 | 10     | 8      | 2      | 0          | 31     | 5      | +26    | 80,00  |

#### Panchine da commissario tecnico della nazionale spagnola
| Cronologia completa delle presenze e delle reti in nazionale ― Spagna | Cronologia completa delle presenze e delle reti in nazionale ― Spagna | Cronologia completa delle presenze e delle reti in nazionale ― Spagna | Cronologia completa delle presenze e delle reti in nazionale ― Spagna | Cronologia completa delle presenze e delle reti in nazionale ― Spagna | Cronologia completa delle presenze e delle reti in nazionale ― Spagna | Cronologia completa delle presenze e delle reti in nazionale ― Spagna                    | Cronologia completa delle presenze e delle reti in nazionale ― Spagna |
| Data                                                                  | Città                                                                 | In casa                                                               | Risultato                                                             | Ospiti                                                                | Competizione                                                          | Reti                                                                                     | Note                                                                  |
| --------------------------------------------------------------------- | --------------------------------------------------------------------- | --------------------------------------------------------------------- | --------------------------------------------------------------------- | --------------------------------------------------------------------- | --------------------------------------------------------------------- | ---------------------------------------------------------------------------------------- | --------------------------------------------------------------------- |
| 23-3-2019                                                             | Valencia                                                              | Spagna                                                                | 2 – 1                                                                 | Norvegia                                                              | Qual. Euro 2020                                                       | Rodrigo Sergio Ramos (rig.)                                                              | Cap: S. Ramos                                                         |
| 26-3-2019                                                             | Ta' Qali                                                              | Malta                                                                 | 0 – 2                                                                 | Spagna                                                                | Qual. Euro 2020                                                       | 2 Álvaro Morata                                                                          | Cap: S. Ramos                                                         |
| 7-6-2019                                                              | Tórshavn                                                              | Fær Øer                                                               | 1 – 4                                                                 | Spagna                                                                | Qual. Euro 2020                                                       | Sergio Ramos Jesús Navas Autorete José Gayà                                              | Cap: S. Ramos                                                         |
| 10-6-2019                                                             | Madrid                                                                | Spagna                                                                | 3 – 0                                                                 | Svezia                                                                | Qual. Euro 2020                                                       | Sergio Ramos (rig.) Álvaro Morata Mikel Oyarzabal                                        | Cap: S. Ramos                                                         |
| 5-9-2019                                                              | Bucarest                                                              | Romania                                                               | 1 – 2                                                                 | Spagna                                                                | Qual. Euro 2020                                                       | Sergio Ramos (rig.) Paco Alcácer                                                         | Cap: S. Ramos                                                         |
| 8-9-2019                                                              | Gijón                                                                 | Spagna                                                                | 4 – 0                                                                 | Fær Øer                                                               | Qual. Euro 2020                                                       | 2 Rodrigo (rig.) 2 Paco Alcácer                                                          | Cap: S. Ramos                                                         |
| 12-10-2019                                                            | Oslo                                                                  | Norvegia                                                              | 1 – 1                                                                 | Spagna                                                                | Qual. Euro 2020                                                       | Saúl                                                                                     | Cap: S. Ramos                                                         |
| 15-10-2019                                                            | Solna                                                                 | Svezia                                                                | 1 – 1                                                                 | Spagna                                                                | Qual. Euro 2020                                                       | Rodrigo                                                                                  | Cap: R. Albiol                                                        |
| 15-11-2019                                                            | Cadice                                                                | Spagna                                                                | 7 – 0                                                                 | Malta                                                                 | Qual. Euro 2020                                                       | Álvaro Morata Santi Cazorla Pau Torres Pablo Sarabia Dani Olmo Gerard Moreno Jesús Navas | Cap: S. Ramos                                                         |
| 18-11-2019                                                            | Madrid                                                                | Spagna                                                                | 5 – 0                                                                 | Romania                                                               | Qual. Euro 2020                                                       | Fabián Ruiz 2 Gerard Moreno Autorete Pablo Sarabia Mikel Oyarzabal                       | Cap: S. Ramos                                                         |
| Totale                                                                |                                                                       | Presenze                                                              | 10                                                                    |                                                                       | Reti                                                                  | 31                                                                                       |                                                                       |

## Opere
- Robert Moreno González, Mi "receta" del 4-4-2, prefazione di Luis Enrique, L'Hospitalet de Llobregat, Fútbol de Libro, 2013, ISBN 978-84-94098-42-0.